# Conor Daly
Conor James Daly (Noblesville, 15 de dezembro de 1991) é um automobilista estadunidense que atualmente compete na IndyCar Series pela equipe Juncos Hollinger Racing. Estreou na categoria em 2013, ao correr a edição das 500 Milhas de Indianápolis daquele ano pela A. J. Foyt, e teve passagens pelas equipes Dale Coyne, Schmidt Peterson, Harding, Andretti, Carlin, Ed Carpenter, Meyer Shank, Rahal Letterman Lanigan e Dreyer & Reinbold Juncos Hollinger Racing. Além disso, também disputa provas esporádicas da NASCAR. É filho do irlandês Derek Daly, ex-piloto de Fórmula 1 e CART nos anos 80.

## Biografia
Conor James Daly nasceu em Noblesville, cidade situada ao norte de Indianápolis, a capital de Indiana, e é filho de Derek Daly, que competiu na Fórmula 1 e na CART por mais de uma década. Sua mãe, Beth Boles, ganhou um título mundial de jet ski para novatos em 1990, e seu padrasto, J. Douglas Boles, é o presidente do Indianapolis Motor Speedway. A prima de Conor, Nicola Daly, jogou na seleção irlandesa feminina de hóquei e foi membro do time que ganhou a medalha de prata na Copa do Mundo de Hóquei Feminino de 2018. Ela também trabalha como engenheira de dados para a Juncos Racing.
Conor foi diagnosticado com Diabetes Tipo 1 aos 14 anos, e até o momento, é o único piloto diabético a competir no automobilismo americano. Fora das pistas, Daly apareceu na 30ª temporada de “The Amazing Race” com o colega competidor da Indy Alexander Rossi e competiu no “American Ninja Warrior”.

## Carreira

### Anos iniciais
Iniciou sua carreira, como grande parte dos pilotos, no kart. Profissionalizou-se em 2009, aos 17 anos, competindo na Star Mazda até 2010, ano em que conquistou seu primeiro título.
Em 2011, Daly disputou a Indy Lights pela Sam Schmidt Motorsports, onde conquistou dois pódios (um segundo lugar em St. Petersburg e uma vitória em Long Beach), encerrando a temporada em décimo terceiro lugar, com 145 pontos marcados. Em 2013, Daly retornou à Indy Lights com uma aparição única na corrida de Houston pela Team Moore Racing, terminando em terceiro.

### GP3 Series

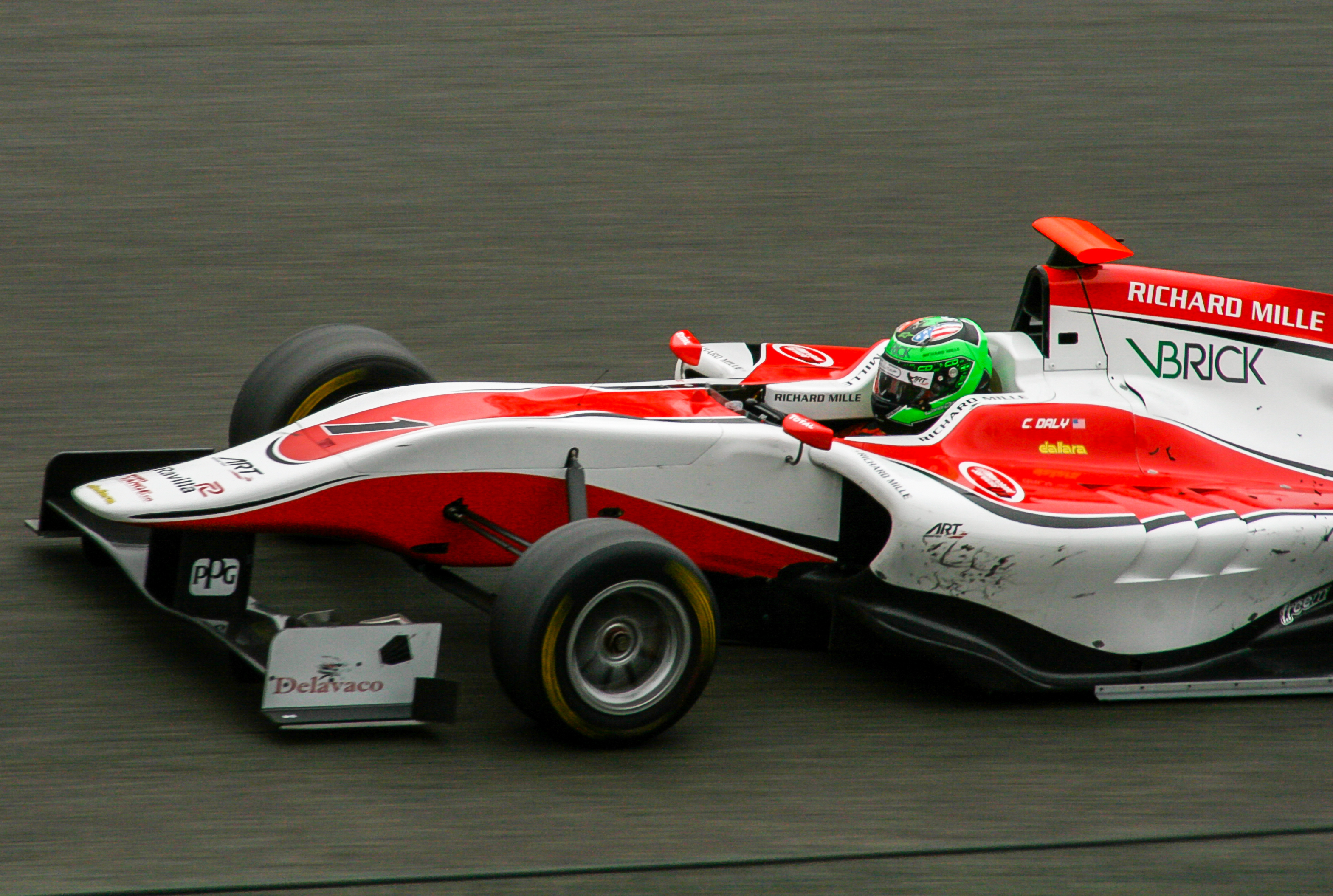
Daly durante a corrida sprint da GP3 Series na Bélgica em 2013

Daly competiu na GP3 Series em 2011, representando a equipe Carlin e tendo o brasileiro Leonardo Cordeiro como seu companheiro em tempo integral. O norte-americano marcou dez pontos e ficou na décima sétima colocação. 
Para 2012, o estadunidense se transferiu para a Lotus GP, equipe que venceu o campeonato de construtores no ano anterior. Daly foi companheiro de Daniel Abt e de Aaro Vainio. O hoosier melhorou bastante seu desempenho ao vencer na Catalunha, fazer mais quatro pódios, marcar 106 pontos e terminar o campeonato em sexto. Mas Daly foi o pior piloto da Lotus no ano, já que Vainio foi o quarto colocado e fez dezessete pontos a mais, e Abt foi vice-campeão, somando 43,5 pontos a mais que o estadunidense.
Após uma rápida participação na GP2, Daly retornou à GP3 em 2013, correndo com a equipe ART Grand Prix, que sucedeu a Lotus GP na categoria. Daly conquistou uma vitória na corrida principal em Valência e ficou em terceiro lugar no campeonato, com 126 pontos, doze a menos que o vice-campeão Facu Regalia e 42 a menos que o campeão Daniil Kvyat.

### GP2 Series

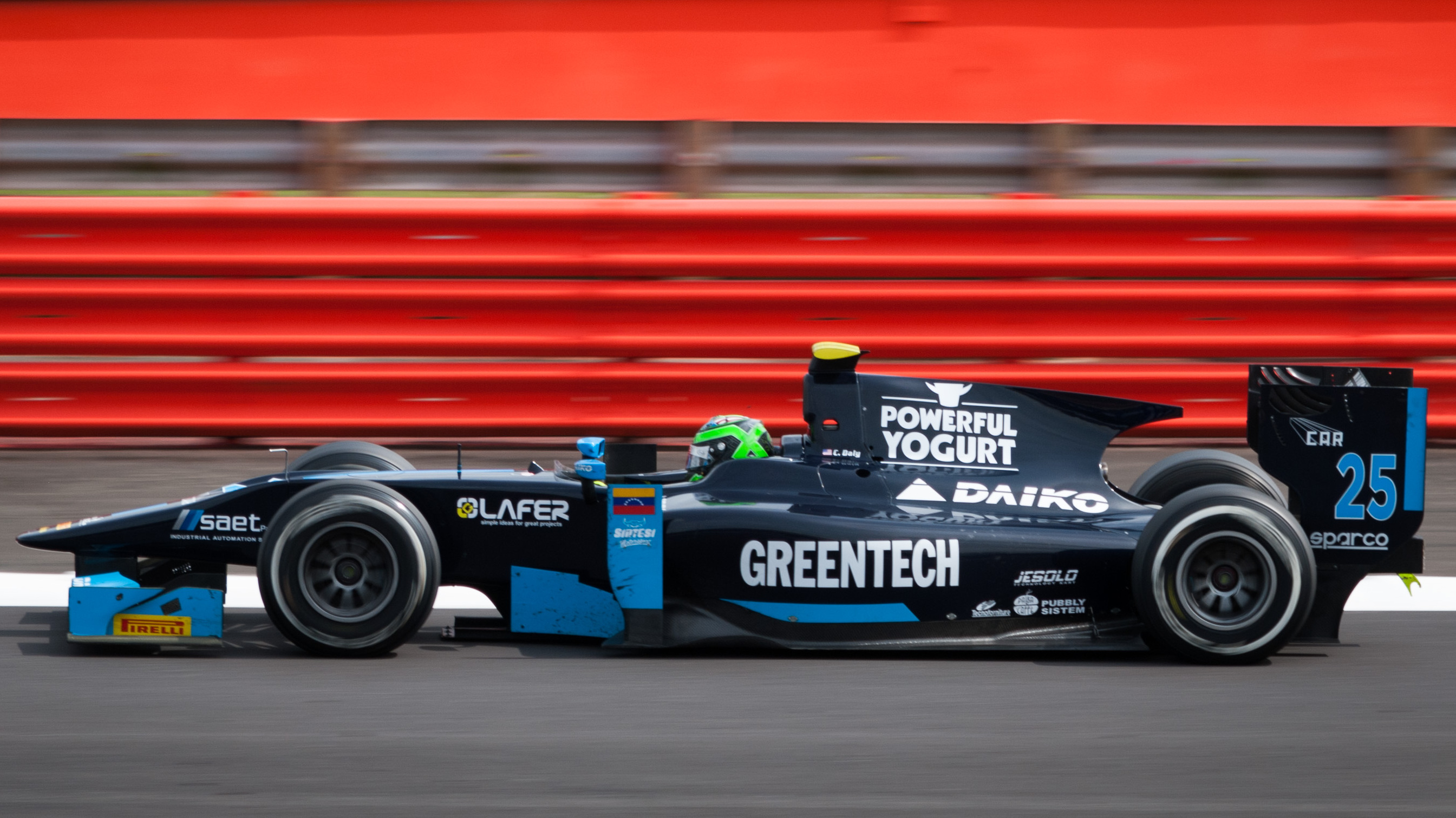
Daly em Silverstone em 2014

Na GP2 Series de 2013, assinou com a Hilmer Motorsport para disputar a rodada dupla da Malásia, onde marcou dois pontos ao chegar em sétimo lugar - largou em segundo na sprint race, beneficiado pela regra do grid invertido, mas desta vez Daly acabou em décimo terceiro. Não terminou a temporada, sendo substituído por Robin Frijns.
Retornou à categoria em 2014 pela Venezuela GP Lazarus, ao lado do francês Nathanaël Berthon. Competindo em dezoito das vinte e duas etapas, o melhor resultado acabou sendo o sétimo lugar na corrida sprint em Hungaroring, naquela que foi a sua única estadia na zona de pontuação. Daly somou apenas dois pontos, sendo o 26º e estando seis posições abaixo de Berthon, que fez quase nove vezes mais pontos.

## IndyCar Series

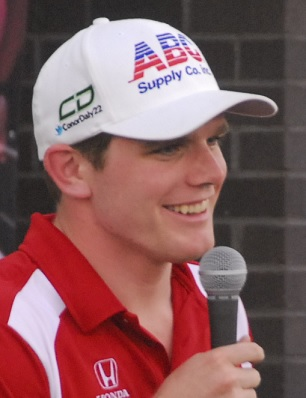
Conor Daly em 2013

### 2013–2015: Campanhas parciais
Daly foi inscrito para as 500 Milhas de Indianápolis de 2013. Ele pilotou o carro #41 da equipe A.J. Foyt Enterprises, sendo companheiro de equipe do japonês Takuma Sato. Ele terminou a corrida na 22ª posição.
Em 2015, Daly substituiu Rocky Moran Jr. no GP de Long Beach pela Dale Coyne Racing. Ele então retornou para a corrida especial Smithfield Foods "Fueled by Bacon" da Schmidt Peterson Motorsports, mas foi forçado a se retirar antes da bandeira verde devido a uma falha mecânica que fez seu carro pegar fogo. Ele substituiu James Hinchcliffe por 3 rodadas após a lesão de Hinchcliffe em um acidente de treino antes da Indy 500. Seu melhor resultado do ano foi o sexto na segunda corrida em Detroit, que marcou a sua primeira vez no Top-10.

### 2016–2017: Em tempo integral com Dale Coyne e Foyt
Em 2016, Daly fez a sua primeira temporada completa da IndyCar pela Dale Coyne Racing, algo que ele classificou como um sonho de infância. Ele liderou 56 voltas em 5 corridas diferentes e terminou em 2º na primeira corrida em Detroit para seu primeiro pódio na carreira na IndyCar, o que ele agradeceu ao chefe Dale Coyne por conta da estratégia na corrida. Fez mais um Top-5 em Watkins Glen e totalizou cinco idas ao Top-10, fechando o ano como o décimo oitavo.
Na temporada de 2017, Daly correu com o carro número 4 da A. J. Foyt Enterprises, sendo companheiro de Carlos Muñoz. Seu melhor resultado foi um quinto lugar em Gateway, e além dessa, Daly teve mais três aparições no Top-10 no Texas, em Mid-Ohio e em Sonoma, finalizando o ano mais uma vez em 18º, mas com oito pontos a menos. Ao final do ano, Daly foi substituído pelo brasileiro Matheus Leist.

### 2018–2019: Retorno ao meio período

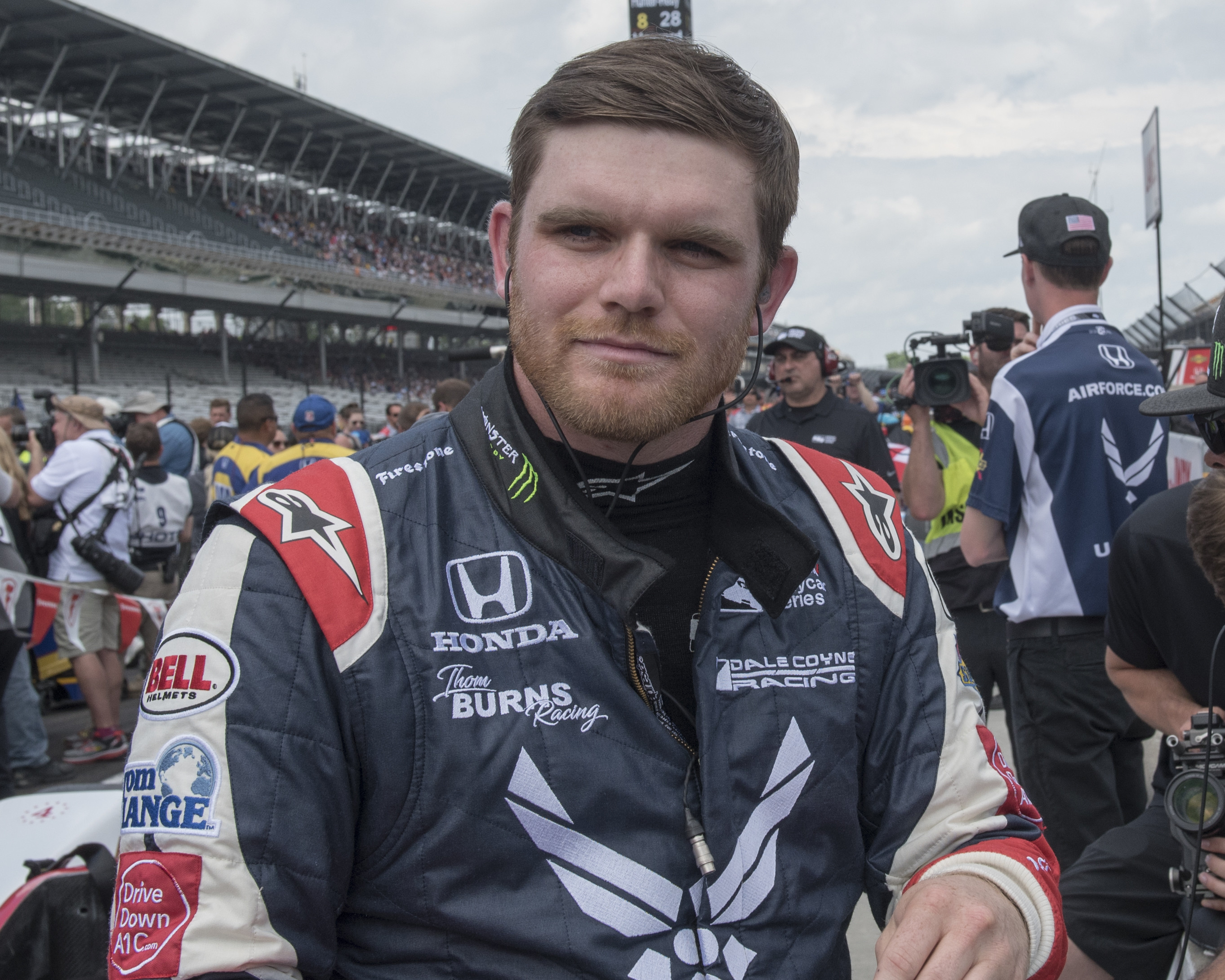
Conor Daly em 2018

Daly perdeu sua vaga com Foyt em 2018, mas foi contratado pela Coyne para as 500 Milhas de Indianápolis de 2018. Seu carro nº 17, escalado em conjunto com a Thom Burns Racing, foi patrocinado pela Força Aérea dos Estados Unidos. O patrocínio seguiu para 2019, quando a Andretti Autosport contratou Daly para entrar nas 500 Milhas de Indianápolis, onde terminou em décimo.
Em 4 de junho de 2019, ele substituiu Max Chilton na Carlin para a corrida do Texas Motor Speedway, terminando em 11º. Daly substituiria Chilton nas corridas ovais restantes da temporada, com um melhor resultado sendo o 6º lugar em Gateway. Em 29 de agosto de 2019, Daly foi anunciado como substituto de Marcus Ericsson para a rodada em Portland, já que Ericsson havia sido convocado pela Alfa Romeo para ser piloto reserva na corrida de F1 em Spa. Daly também retornaria à Andretti Autosport para a corrida final da temporada, que ele ficou em vigésimo segundo.

### 2020–2021: Carpenter e Carlin
Em 9 de dezembro de 2019, foi revelado que, para a temporada de 2020 da IndyCar Series, Daly foi contratado para disputar as 12 corridas de circuito de estrada e rua na inscrição nº 20 da Ed Carpenter Racing. Daly também foi contratado para competir na Indy 500 de 2020 em uma inscrição adicional da Ed Carpenter Racing.
Em 10 de março de 2020, a Carlin anunciou que contratou Daly para competir nas corridas ovais restantes na entrada nº 59, com Max Chilton correndo nas outras provas, dando a Daly status de tempo integral para a temporada de 2020. Ele teria sido companheiro de Felipe Nasr, mas por conta da crise econômica gerada pela pandemia de COVID-19, a Carlin colocou apenas Daly para largar no Texas Motor Speedway, onde ele terminou em 6º e deu à Carlin o melhor início de uma equipe na Indy desde o quinto lugar de Charlie Kimball em 2018. Ele conquistou sua primeira pole position da IndyCar Series na primeira corrida de uma rodada dupla no Iowa Speedway, que foi a primeira pole da Carlin como uma equipe da IndyCar. Os melhores resultados de Daly em 2020 foram com a Carlin, com quem teve 4 idas ao Top-10, contra um par de décimos segundos lugares pela Ed Carpenter. Os pontos de Daly na Carlin também foram os maiores êxitos da equipe, já que Chilton não teve nenhum Top-10 em suas nove provas disputadas.

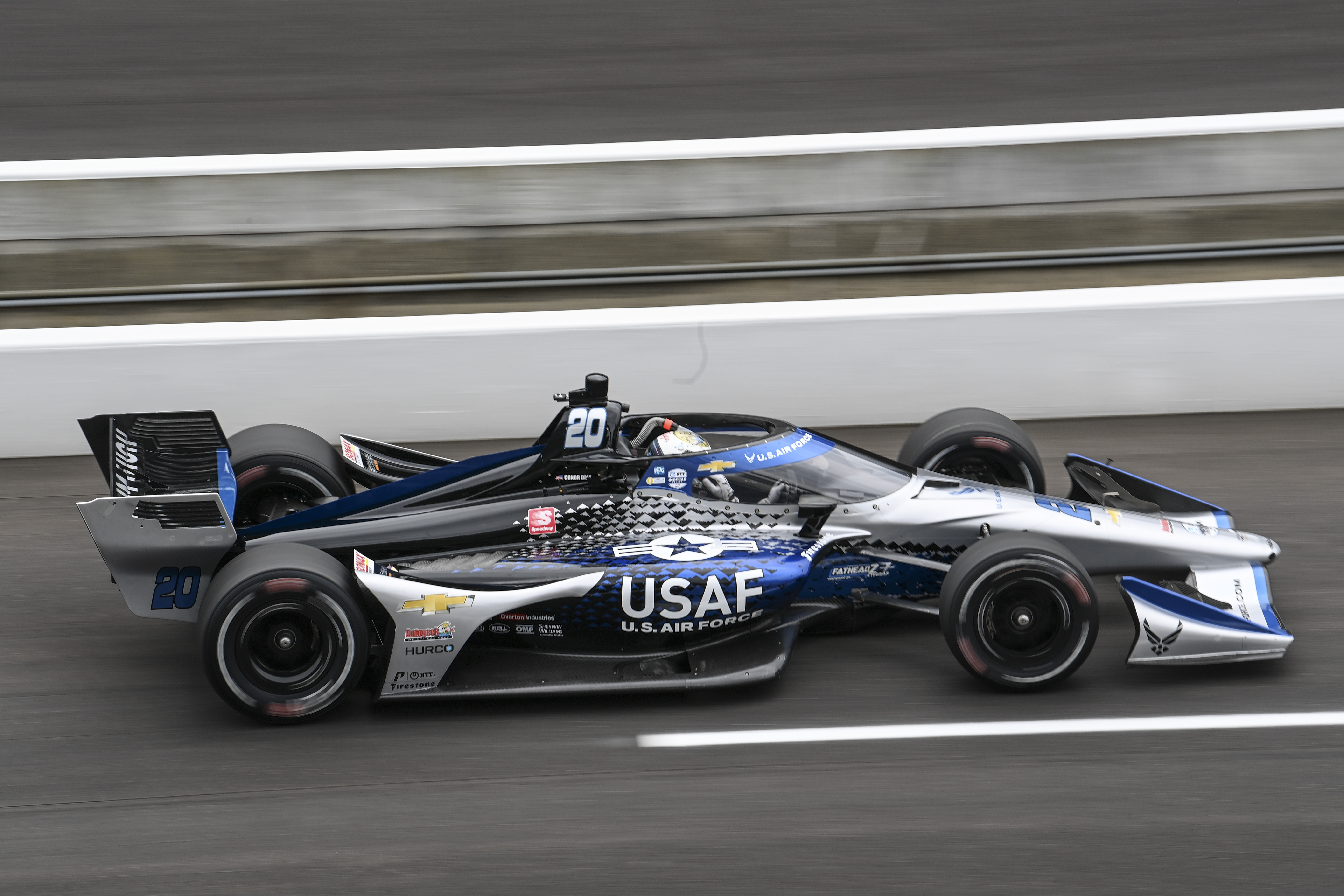
Daly durante o GP de Indianápolis de 2021

Em 2021, ele seguiu dividido entre a Ed Carpenter e a Carlin, mas não conseguiu repetir seus bons resultados do ano anterior. Seu maior destaque foi nas 500 Milhas de Indianápolis de 2021, em que ele e seu companheiro de equipe Rinus VeeKay dominaram a primeira metade da prova, liderando 72 das primeiras 102 voltas. No entanto, danos ao cone do nariz de Daly devido a um acidente envolvendo Graham Rahal na volta 119 o impediram de desafiar seriamente a liderança novamente, e ele terminou em 13º. Com 40 voltas na ponta, Daly liderou o maior número de voltas de qualquer piloto durante a corrida.
Assim, os melhores resultados de Daly no ano foram dois décimos primeiros lugares, um conquistado com a Carpenter, outro com a Carlin.

### 2022–2023: Pilotando em tempo integral na Ed Carpenter
Em 2022, Daly correria em tempo integral no No. 20 pela Ed Carpenter Racing. Seu melhor resultado naquele ano foi um quinto lugar no IMS Grand Prix em 14 de maio. Também alcançou seu melhor resultado nas 500 Milhas de Indianápolis, em que ele chegou em sexto. Ele terminaria em décimo sétimo, com 267 pontos.
Em junho de 2023, após um 15º lugar na rodada de Detroit, a Ed Carpenter Racing dispensou Daly, com Ryan Hunter-Reay anunciado como seu substituto um dia depois. Daly fez mais três provas pela Meyer Shank substituindo Simon Pagenaud, que sofreu concussão após se acidentar em Mid-Ohio, e uma pela Rahal Letterman Lanigan no lugar do dispensado Jack Harvey, mas nenhum deles superou seu oitavo lugar na Indy 500.

### 2024–presente: Aparições na Dreyer & Reinbold e Dale Coyne, titularidade na Juncos
Conor Daly correu com a inscrição nº 24 da Dreyer & Reinbold Racing with Cusick Motorsports nas 500 Milhas de Indianápolis de 2024. Depois de começar na 29ª posição, ele terminou em 10º após mudar para uma estratégia de box alternativa. Ele liderou 22 das 200 voltas e foi o que mais fez ultrapassagens na corrida, ganhando dezenove posições.
Em 14 de agosto, depois de substituir Jack Harvey no carro nº 18 da Dale Coyne Racing na segunda corrida de Iowa, Daly foi anunciado como substituto de Agustín Canapino na Juncos Hollinger Racing pelo restante da temporada. Ele alcançou seu segundo pódio na carreira na IndyCar - e o primeiro para a Juncos Hollinger Racing - na primeira corrida da Milwaukee Mile em 31 de agosto, terminando em terceiro. O resultado foi muito celebrado por ele, já que este foi seu primeiro pódio em oito anos.
Daly seguiu na Juncos Hollinger para 2025, tendo como novo companheiro Sting Ray Robb, que assumiu a vaga de Romain Grosjean.

## NASCAR
Em 11 de maio de 2018, Daly anunciou que faria sua estreia na NASCAR Xfinity Series na Road America em agosto, pilotando o Ford Mustang nº 6 pela Roush Fenway Racing com patrocínio da Eli Lilly and Company. Tanto Daly quanto seu companheiro de equipe, o piloto em tempo integral da Roush Xfinity Ryan Reed, são diabéticos tipo 1, e foi assim que o acordo foi fechado. Antes da corrida, foi anunciado que a Lilly não patrocinaria Daly na corrida quando foi descoberto que seu pai Derek havia usado um insulto racial durante uma entrevista na década de 1980.
Em 2020, Daly se juntou à Niece Motorsports para fazer sua segunda largada na NASCAR, e sua primeira na NASCAR Truck Series, onde competiu na corrida no Las Vegas Motor Speedway no caminhão nº 42 da equipe. Daly fez uma aposta de US$ 1 com a companheira de equipe de Niece e rival do iRacing Travis Pastrana sobre o resultado da corrida, que Daly venceu em virtude de sua 18ª colocação. Daly retornou à Niece Motorsports para pilotar em Las Vegas novamente em 2021, embora desta vez na corrida de fevereiro da pista e no nº 44.

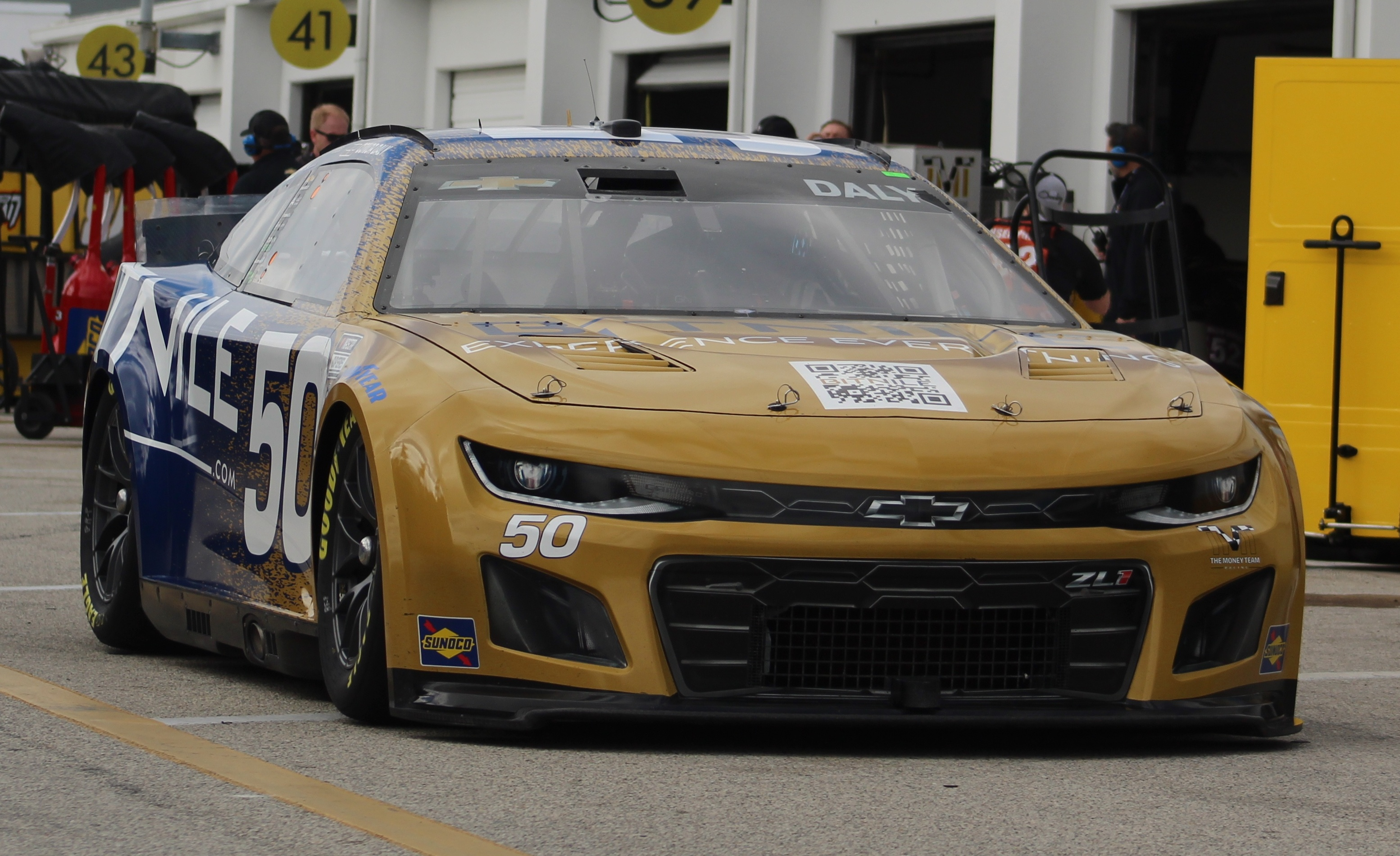
Carro nº 50 de Daly no Daytona International Speedway

Em setembro de 2022, Daly anunciou no Twitter que faria sua estreia na Cup Series pela The Money Team Racing na corrida de outono em Charlotte. Em 5 de dezembro de 2022, o coproprietário da TMT, Willy Auchmoody, revelou em uma entrevista ao TobyChristie.com que Daly retornaria à equipe para pilotar seu carro nº 50 em meio período na Cup Series em 2023. Daly entrou na escalação inicial da Daytona 500 de 2023 após terminar em 17º no Duelo 2 do Bluegreen Vacations Duels, apesar de ter tido problemas de manuseio durante a corrida de qualificação. Daly se tornou o 62º piloto a competir tanto na Indy 500 quanto na Daytona 500. Ele acabou terminando em 29º lugar entre os 40 carros. No momento do término da corrida, o carro nº 50 de Daly completou 206 voltas do total de 212 voltas da corrida.